# Intarsia

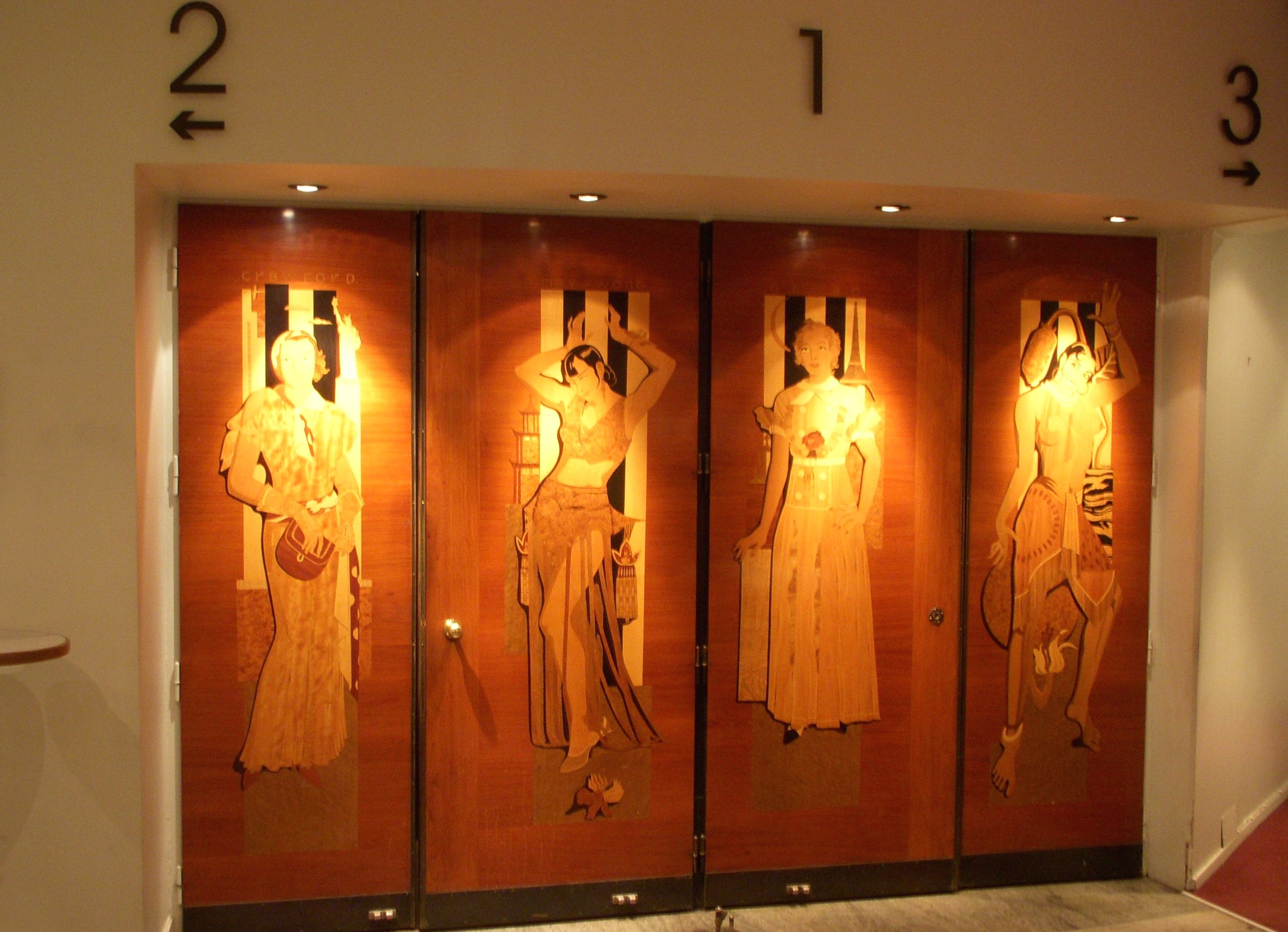
Intarsiaarbeten från 1930-talet på en av salongsdörrarna för biograf Grand i Stockholm

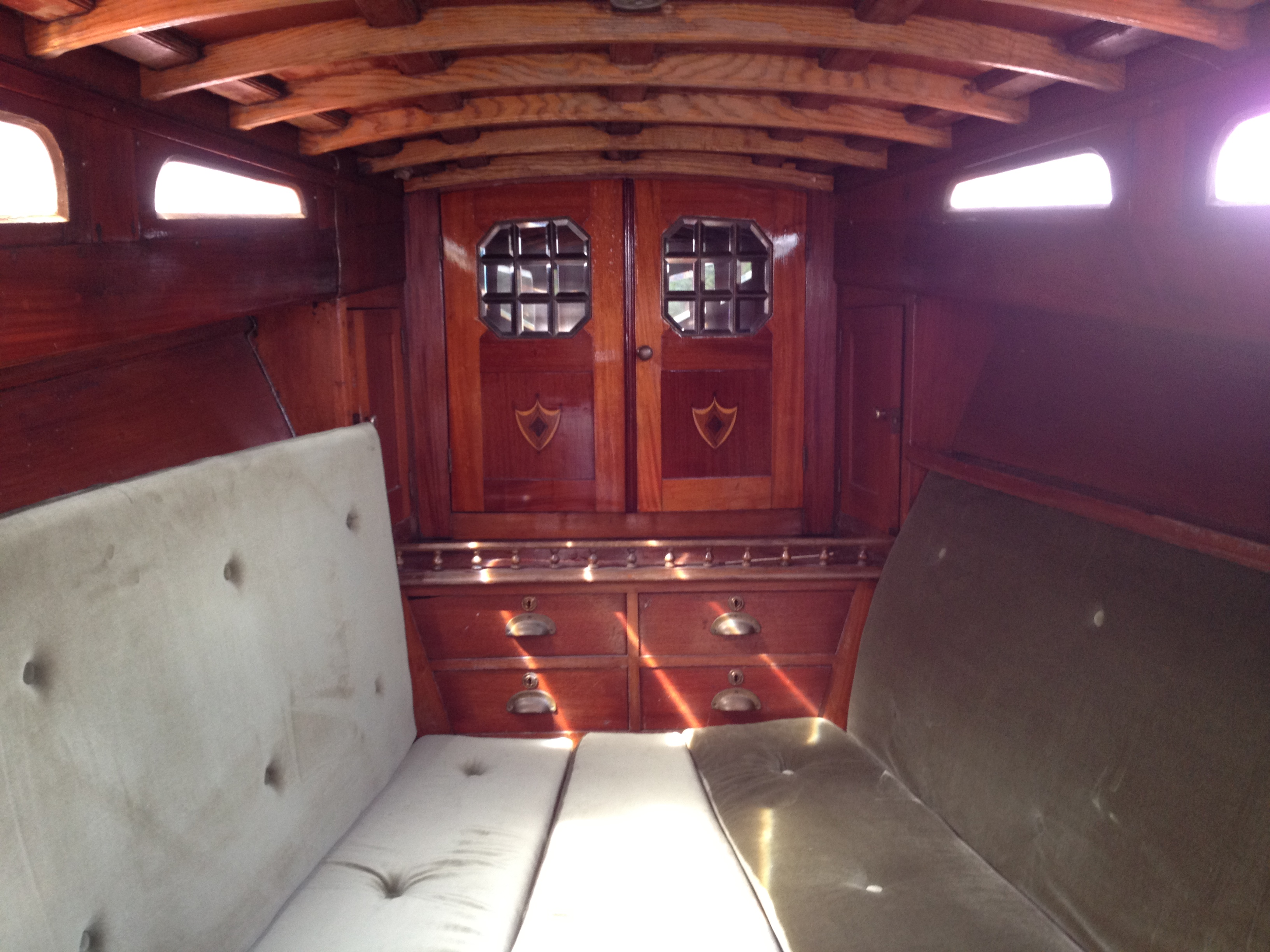
Intarsia i interiören på M/Y Eola, ritad av C.G. Pettersson, 1910

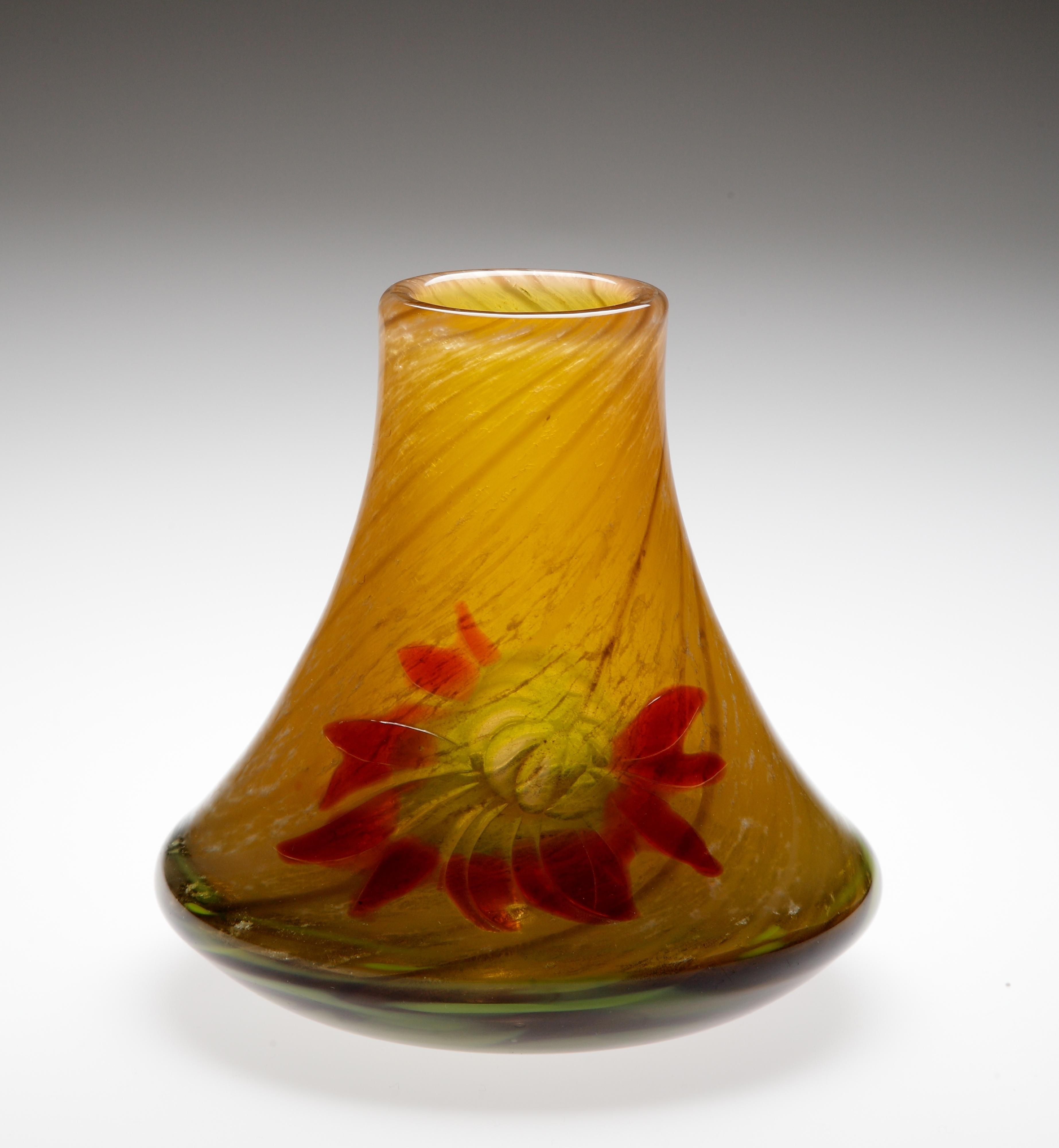
Glasvas Dahlia formgiven av Betzy Ählström 1912 för Reijmyre glasbruk, utförd i tekniken marqueterie de verre som togs fram av Émile Gallé.

Intarsia, intarsiatura eller marketeri är en typ av inläggning där platta utsmyckningar gjorda av bitar av olika färgade träslag är inlagda för att forma ornamentala mönster, arkitektoniska perspektiv, figurscener med mera på bland annat väggpaneler, körstolar och möbler i rum. Även sten, metall, glas och andra material kan användas. Intarsia har utförs med olika teknik under årtusenden. Intarsia förknippas i modern tid med dekoration utförd i trä. 
Hantverkaren som yrkesmässigt arbetar med intarsia kallas dekopör.

## Varianter
- Infälld intarsia utförs genom att hugga och skära ut mönster i det underliggande materialet, varefter man fyller i med dekorationen som kan bestå av trä, sten eller metall.
- Sågad intarsia består av grövre ämnen av trä som formas till ett mönster.
- Att med en fanerkniv skära ut mönster blev vanligt först vid den mer industriella tillverkningen av faner. Faneret kan då ha en tjocklek på cirka 1–3 millimeter.

## Historik
Bildmotiv med intarsia blev vanligare från 1500-talet till mitten av 1900-talet. Kung Erik XIV:s gemak från 1560-talet på Kalmar slott är exempel på den tidens intarsiaarbeten. Carl Malmsten ritade, från början av 1910-talet, möbler med bildmotiv i intarsia.